# Universidad Nacional de Ucayali
La Universidad Nacional de Ucayali es una de las principales universidades del Perú, ubicada en el departamento de Ucayali. Fue creada por el decreto Ley N.º 22804 el 18 de diciembre de 1979, bajo el nombre de Universidad Nacional de Pucallpa durante el gobierno militar del General Francisco Morales Bermúdez. En 1981 el Congreso del Perú le concedió la ratificación de su creación por Ley n.º 23261, y en 1983 cambió a su designación actual con la Ley n.º 23733. sus primeras carreras fueron: agronomía, enfermería e ingeniería forestal. Al 2016 cuenta con 8 facultades y 21 carreras profesionales convirtiéndose en una de las universidades del oriente peruano con perspectivas que muestran sostenibilidad institucional para el desarrollo científico y tecnológico.

## Carreras
* Agronomía
* Ciencias Administrativas
* Ciencias Contables y Financieras
* Ciencias de la Comunicación
* Derecho y Ciencias Políticas
* Economía y Negocios Internacionales
* Educación Inicial
* Educación Primaria
* Educación Secundaria: Especialidades: Idioma Inglés; Lengua y Literatura; Ciencias Sociales;  Ciencias Naturales y Matemática, Física e Informática.

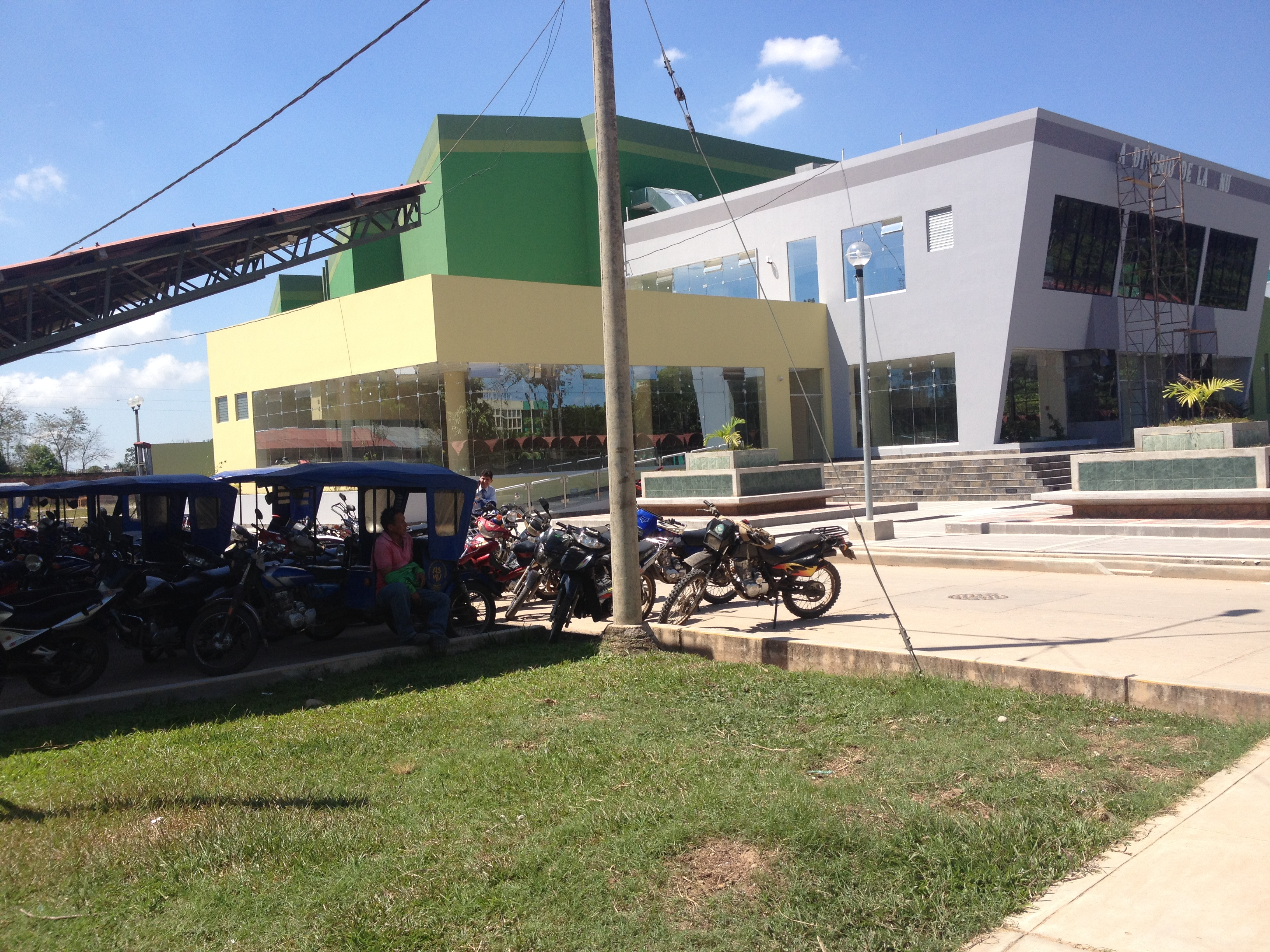
Auditorio de la universidad, antes de su inauguración (2014).

* Enfermería 
* Ingeniería Agroindustrial
* Ingeniería Forestal
* Ingeniería Ambiental
* Ingeniería Civil
* Ingeniería de Sistemas
* Medicina Humana
* Psicología

## Rankings académicos
En los últimos años se ha generalizado el uso de rankings universitarios internacionales para evaluar el desempeño de las universidades a nivel nacional y mundial; siendo estos rankings clasificaciones académicas que ubican a las instituciones de acuerdo a una metodología científica de tipo bibliométrica que incluye criterios objetivos medibles y reproducibles, tomando en cuenta por ejemplo: la reputación académica, la reputación de empleabilidad para los egresantes, la citas de investigación a sus repositorios y su impacto en la web. Del total de 92 universidades licenciadas en el Perú, la Universidad Nacional de Ucayali se ha ubicado regularmente dentro del tercio medio a nivel nacional en determinados rankings universitarios internacionales.